# Line Andersen
Line Andersen, född 20 september 1973, är en norsk programledare från Oslo. Hon har varit programledare för NRK Sport och NRK:s tevesändningar från Syttende mai. Hon ledde NRK:s schack-sändningar när Magnus Carlsen första gången deltog i VM 2013, och hon tilldelades Norges Schackförbunds hederstecken i guld 2018 . Hon var nominerad till publikpriset under Guldrutan 2018 och i klassen bäste kvinnliga programledaren under Guldrutan 2019 för sändningarna under VM i schack 2018 . Tidigare har hon jobbat i P4 Radio Hele Norge. Andersen arbetade på NRK från 2004 till 2021.